# Квинт Юний Блез (консул-суффект 10 года)
Квинт Ю́ний Блез (лат. Quintus Iunius Blaesus; погиб в 31 году, Рим, Римская империя) — политический и военный деятель эпохи ранней Римской империи. Консул-суффект (10 г.), легат в Паннонии (14 г.), проконсул Сицилии (11 г.) и Африки (21-22 гг.).
Последний римский полководец, получивший титул императора по древнему обычаю — за победу на поле боя. В дальнейшем этот почётный военный титул, дававший право на триумф, принадлежал по статусу только правителям Рима.
В октябре 31 года император Тиберий заподозрил Блеза в участии в так называемом «заговоре Сеяна». Вместе со многими другими сенаторами, близкими к впавшему в опалу всесильному префекту гвардии, Юний Блез, не дожидаясь суда и казни, покончил с собой, спасая семью от бесчестья, — лишения званий и конфискации имущества по обвинению в государственной измене.

## Биография
По происхождению Квинт Юний Блез — так называемый «homo novus», то есть первый представитель своего рода, дослужившийся до высших магистратур, и не имеет отношения к древнему роду Юниев; происходил, по всей вероятности, из Этрурии. Своим возвышением, скорее всего, обязан удачным бракам своей сестры, Юнии Блезы.

### Восхождение
Через первый её брак эти незнатные Юнии породнились с влиятельным родом Элиев Туберонов. Во втором браке, состоявшемся около 20-го года до н. э., мужем Юнии стал римский всадник из древнего города этруссков Вольсинии Луций Сей Страбон. Благодаря связям своей матери (через неё он приходился племянником Меценату и Варрону, — тоже уроженцам Этрурии), Луций Страбон сумел приблизиться ко двору Октавиана Августа, и между 2-м и 10-м годами был назначен начальником личной охраны последнего — префектом претория. Карьера его шурина, Юния Блеза, тоже шла в гору.
В 10-м году н. э. Квинт Юний Блез уже консул-суффект, — то есть, к этому времени успел пройти положенные перед этим магистратуры квестора, эдила и претора, или приравненные к ним должности. В паре с ним был избран ещё один зять Луция Страбона — Лентул Малугинен; это значит, что обоим в этом году исполнилось не менее сорока лет (возрастной ценз для консулов), что оба вступили в число политиков, которым предстоит управлять римским государством в ближайшие годы, и что влияние действующего префекта претория в Сенате увеличилось минимум на два голоса.
В то же время родной племянник Юния Блеза, — сын Сея Страбона, Луций Элий Сеян, — дальновидно устроился в свиту пасынка Октавиана, — Тиберия, будущего императора. Тиберий тоже был заинтересован в сближении с начальником дворцовой гвардии и даже сделал его сына своим наперсником, рассчитывая на их помощь в непредсказуемый во многих отношениях момент перехода власти; поэтому после смерти императора Октавиана (19 августа 14 г.) Тиберий сразу же назначил Сеяна сначала вторым префектом при Луции Страбоне, а в следующем году — единственным префектом претория, отправив его отца на самую почётную пенсию, — наместником в Египет.
Сеян, с полного согласия Тиберия, провёл реформу в преторианской гвардии, сделавшей его и, шире, префекта преторианцев вообще, самым влиятельным человеком в Риме после принцепса. Дядей префекта Сеяна и был Юний Блез.

### Легат пропретор Паннонии
Впрочем, родственные связи, во все времена играющие важную роль за кулисами власти, в эпоху ранней Римской империи ещё не входили в противоречие с духом меритократии, царившим во времена Республики. Квинт Юний Блез, хоть и достигший своего положения с помощью родственников, проявил себя во всех отношениях достойным занимаемых им постов: «Человек, не знаю, более ли полезный в войну или ценный в мирное время», — отозвался о нём современник.
Как и предвидел Тиберий, переход власти к нему не обошёлся без волнений. В действующих армиях, стоявших по Рейну и Дунаю, гораздо популярнее Тиберия был его племянник, Германик. Взбудораженные предстоящей присягой солдаты, чувствуя удобства момента, спешили заявить о накопившихся у них обидах и пожеланиях. Командующим тремя придунайскими легионами, собравшимися в летнем лагере в Паннонии, был как раз Юний Блез. Благодаря мужеству и находчивости Блеза и прибывшего ему на помощь с двумя когортами преторианцев Сеяна, бунт в придунайских легионах удалось подавить почти без кровопролития.
В знак траура по покойному императору он объявил об отмене в лагере обычных солдатских работ и повинностей. Вскоре, вместо благочестивой скорби, солдаты стали выражать раздражённое недовольство — жалованьем, сроком службы, условиями увольнения в запас. На стихийной сходке, когда злоба солдат стала угрожающей, командующий, вышедший к ним, якобы сказал: «Уж лучше омочите руки в моей крови: убить легата — меньшее преступление, чем изменить императору; или целый и невредимый я удержу легионы верными долгу, или, погибнув, подтолкну вас моей смертью к раскаянью!».
Блез предложил отправить в Рим делегата, который передал бы требования легионеров новому императору. Солдаты выбрали делегатом сына Юния Блеза, служившего при отце военным трибуном, и видимо успокоились. Тут в лагерь с дорожных работ вернулись ещё две манипулы, и мятеж приобрёл новую силу, — началось мародёрство. Блез арестовал несколько мародёров, приказал их высечь и держать до трибунала. Тогда солдаты взломали тюремные помещения, освободив всех заключённых, и захватили нескольких людей Блеза, подвергнув их пыткам. В таком-то положении лагерь в Паннонии и застал посланный к взбунтовавшимся легионам родной сын Тиберия, Друз. С ним к Блезу прибыли две усиленные когорты преторианцев под командованием родного племянника Блеза, Сеяна. Впустив их в лагерь, бунтари блокировали выходы из него, готовые ко всему.
После безуспешных переговоров обстановка накалилась до предела, с наступлением темноты вот-вот могла начаться резня. Вдруг, ясная до этого луна стала темнеть, началось затмение. Суеверные солдаты заколебались и стали бряцать медью и оружием, чтобы отогнать злых духов. Когда ущербный диск скрылся за тучами, Блез поспешил, разослав верных людей, поддержать слух, что это — плохое для них предзнаменование, что боги недовольны самоволием, и что всем лучше одуматься. Неожиданно разразилась буря, — плотным ливнем заливало костры, с оглушительным грохотом сверкали молнии, ветер срывал палатки. Гнев богов стал осязаем.
На следующий день, воспользовавшись религиозным испугом солдат, Друз приказал привести двух главных зачинщиков, которые тут же были казнены, остальных уже поодиночке ловили и убивали рассыпавшиеся по лагерю преторианцы, некоторых солдаты выдавали сами. Два легиона из трёх, подчиняясь офицерам, снялись с летнего лагеря и вышли на зимние квартиры, в последнем, самом мятежном, под присмотром преторианцев все быстро вернулись к обычному распорядку.
В последующие годы он, по-видимому, оставался наместником Паннонии в звании легата.

### Проконсул Африки
В 20-м году н. э. Тиберий, театрально ругаясь на докучливость сенаторов, предложил Сенату на выбор две кандидатуры для замещения должности проконсула в «сенатской» провинции Африка (на следующий год): Юния Блеза и Мания Лепида. Лепид, взяв слово, отказался, сославшись на болезнь и семейные обстоятельства, «но всем было ясно и то, о чём он умалчивал, что Блез — дядя Сеяна и поэтому преимущество на его стороне». «Для вида отказывался и Блез, но не упорствовал». В 22 году его полномочия были продлены ещё на год.
В ходе наместничества Блез, по личному поручению Тиберия, вёл боевые действия в Нумидии против вождя племени мусуламиев, бывшего римского легионера, Такфарината. В 21 году Такфаринат, уже несколько лет беспокоивший нападениями римские гарнизоны в Африке, прислал послов с предложением прекратить вражду взамен на земли в провинции для него и его людей. Тиберий счёл предложение дерзким шантажом и решил во что бы то ни стало покончить с этой военной угрозой южным границам. Такфаринат, действуя преимущественно знаменитой нумидийской конницей из пустынь, был трудноуловим.
Блез повёл против летучих отрядов Такфарината большую кампанию, планомерно сжимая со всех сторон, «так что, куда бы они ни подались, у них неизменно оказывалась, — впереди, с фланга, а часто и с тылу, — та или иная часть римского войска». Блез даже отказался отводить войска на зимние квартиры, пока враг не будет сломлен. Наконец, захватив в плен брата Такфарината, рассеяв почти все его силы, Блез объявил кампанию завершённой, поскольку его магистратура, и так продлённая ради войны на год, подходила к концу. Честь поймать Такфарината осталась делом следующего наместника Африки, — Корнелия Долабеллы.
Тиберий, несмотря на явную незаконченность войны, остался доволен действиями Блеза и даже «милостиво дозволил воинам Блеза провозгласить его императором». Это была «старинная почесть, которую охваченное радостным порывом победоносное войско оказывало своему успешно закончившему войну полководцу». Причём «дозволение этого рода, данное Тиберием Блезу, было последним». Триумфальные отличия (так называемые ornamenta triumphalia, — право носить триумфальное одеяние по праздникам и размещение статуи среди статуй триумфаторов) были дарованы Блезу в 23 году. Тиберий сказал, что дарует их ему в честь племянника, «а между тем деяния Блеза были и без того достойны этой награды», — подчеркнул древний рассказчик.
Возможно, в последующем Юний Блез служил ещё в Испании, — но утверждение это остаётся спорным, поскольку соответствующее место у Веллея испорчено.

### Самоубийство
В 31-м году н. э. Юний Блез был уже пожилым человеком, уважаемым и прославленным. Его триумфальная статуя, облачённая в белоснежную тогу с широкой пурпурной каймой и украшенная лавровым венком, стояла среди статуй других триумфаторов на Форуме. Его племянник, Сеян, уже несколько лет фактически руководил римским государством. Его сын (полный тёзка Юний Блез, консул-суффект в 28-м году) уже сам был сенатором. Год начался даже удачнее прошлых — Сеян был избран ординарным консулом вместе с самим Тиберием, сыновьям Блеза были обещаны высшие должности в жреческой курии; поговаривали, что Сеян вот-вот получит особую трибунскую магистратуру, какую имели лишь члены семьи императора…
Всё рухнуло в один день, — утром 19 октября 31-го года н. э. Сеян, — всесильный префект претория, муж внучки Тиберия, — был арестован в Сенате и через несколько часов казнён; его труп выбросили на улицу, многочисленные статуи сбросили и разбили; за его детьми и ближайшими подручными началась открытая охота. Возможно, Квинт Юний Блез был убит во время этой трёхдневной кровавой вакханалии, разразившейся в Риме. Однако, косвенно о его добровольной смерти ввиду неизбежности преследования, говорит то, что свои «позорные обвинения» против него, согласно Тациту, Тиберий выразил, когда Блез был уже мёртв. Также в пользу этой версии говорит тот факт, что дети Блеза, оба сенаторы, не пострадали по «делу Сеяна», а погибли позже, в 36-м году н. э., и что его внук, Юний Блез, правитель Лугдунской Галлии, был настолько богат, что вызвал зависть и страх у императора Вителлия и был отравлен по его приказу.
То есть, семья Юния Блеза после его смерти сохранила и своё положение, и своё имущество, что было бы маловероятно в случае официального обвинения в измене.